# あいどるプロモーション〜すずきゆみえ〜
『あいどるプロモーション〜すずきゆみえ〜』は、1996年にアルュメから発売されたPlayStation用アイドル育成シミュレーションゲーム。実在のアイドルの卵であったすずき ゆみえ（1977年2月10日 - 、当時19歳）が主人公として実写で出演するのが特徴。

## 概要
プレイヤーは、アイドル育成を夢見て脱サラしたという設定。サラリーマン時代に貯めたらしい初期の資金は750万円。芸能プロダクションの社長となり、アイドル「すずきゆみえ」を育成しつつ、代理店を接待したり、カメラマンと会ったりしてスケジュールなどを調整しながら、1年間で1000人以上のファンを獲得することが目標となる。
数々のレッスンを通して基礎を身に付けたら、プロモーション活動を始めることになる。プロモーションに成功すると徐々にテレビ、ラジオといった仕事が入ってくる。初めはギャラも少ないが、売り出し時期にいかに活動するかによって今後のファン獲得に影響することになる。
資金を消費するが、資金が0円になると「破産」という形でゲームオーバーになる。「すずきゆみえ」は心労が溜まると失踪してしまう。PlayStationが挑み、最終的には全く定着しなかった「実写ゲー」の1つと言える。
CD-ROM2枚組だが、ゲームディスクはDISC 1のみで、DISC 2は『ゆみえあいらんど』なるおまけディスクである。「すずきゆみえ」のプロフィールやお部屋拝見などのコンテンツが収録されている。

## 反響
『電撃PlayStation』Vol.23のレビューでは、見た目に反したシステムの完成度の高さ、1周のプレイ時間が手軽な点などが評価され、高得点を獲得した。同誌のVol.25ではテキストとリストで埋め尽くされた攻略記事が掲載されている。同誌ライターの城イドムは、2014年時点でも「最近の作品に比べるとシンプルだけど、このおもしろさは現在でも通用する」と評している。
主人公として出演したすずきは、1998年にファースト写真集『yumie mania』（ISBN 4821122146）やVHS『約束』がぶんか社よりリリースされたが、その際に「アイドル育成シミュレーションゲームでおなじみの伝説的アイドル」といったような宣伝文句がつけられた。